# 洪振榮
洪振榮，中華民國外交官、政府官員。畢業於淡江大學英國語文學系學士、蒙特瑞國際研究學院口筆譯碩士。曾任駐芝加哥臺北經濟文化辦事處三等秘書、駐格瑞那達大使館二等秘書、外交部中南美司加勒比海科長、駐關島臺北經濟文化辦事處簡任組長、外交部資訊及電務處副處長、駐布里斯本臺北經濟文化辦事處總領事銜處長、外交部秘書處長等職務，現任駐印尼台北經濟貿易代表處大使銜代表。

## 職業生涯
2010年2月，1名台灣商人因涉嫌出口敏感產品到伊朗，違反美國對伊朗的禁運制裁規定，與妻子以及2個兒子在關島渡假時被美國聯邦政府調查人員逮捕。如果罪名成立，可能面臨最長20年的有期徒刑，以及最高100萬美元的罰款。駐關島辦事處組長洪振榮表示「我和聯邦助理檢察官在他們辦公室有個會面，透過這個辦公室讓他太太能夠和她先生見到面。聯邦助理檢察官辦公室已經寫一個正式的電郵，說美國政府支持這個提議，就是讓他太太可以和他見面。」洪振榮並援引其妻子的話，丈夫的科技公司主要從事進出口貿易業務，但是對業務內容並不清楚。
2017年11月，中華民國總統蔡英文的「『永續南島．攜手共好』－2017太平洋友邦之旅」，在返程過境美國關島，僑務委員會委員長吳新興、駐布里斯本辦事處長洪振榮、美國在臺協會主席莫健、關島總督卡佛前往迎接。